# Maziary
Maziary – część miasta Starachowice. Leży na zachodzie miasta, wzdłuż ulicy Kieleckiej, po południowej stronie Jeziora Starachowickiego.